# Dialeurodes citricola
Dialeurodes citricola là một loài côn trùng cánh nửa trong họ Aleyrodidae, phân họ Aleyrodinae.
Dialeurodes citricola được Young miêu tả khoa học đầu tiên năm 1942.